# Шаховска табла
|   | a              | b              | c              | d              | e              | f              | g              | h              |   |
| 8 | h1 black cross | h1 black cross | h1 black cross | h1 black cross | h1 black cross | h1 black cross | h1 black cross | h1 black cross | 8 |
| 7 | h1 black cross | h1 black cross | h1 black cross | h1 black cross | h1 black cross | h1 black cross | h1 black cross | h1 black cross | 7 |
| 6 | h1 black cross | h1 black cross | h1 black cross | h1 black cross | h1 black cross | h1 black cross | h1 black cross | h1 black cross | 6 |
| 5 | h1 black cross | h1 black cross | h1 black cross | h1 black cross | h1 black cross | h1 black cross | h1 black cross | h1 black cross | 5 |
| 4 | h1 black cross | h1 black cross | h1 black cross | h1 black cross | h1 black cross | h1 black cross | h1 black cross | h1 black cross | 4 |
| 3 | h1 black cross | h1 black cross | h1 black cross | h1 black cross | h1 black cross | h1 black cross | h1 black cross | h1 black cross | 3 |
| 2 | h1 black cross | h1 black cross | h1 black cross | h1 black cross | h1 black cross | h1 black cross | h1 black cross | h1 black cross | 2 |
| 1 | h1 black cross | h1 black cross | h1 black cross | h1 black cross | h1 black cross | h1 black cross | h1 black cross | h1 black cross | 1 |
|   | a              | b              | c              | d              | e              | f              | g              | h              |   |

Шаховска табла је квадратна плоча са системом мреже 8х8 (укупно 64) једнака квадратна поља наизменично светле („беле боје“) и тамне („црне боје“). На њој се игра шаховска партија између два противника који наизменично померају своје фигуре. Поставља се између играча тако да доње угаоно поље на десној страни сваког играча буде беле боје.

## Изглед и стандарди
Стандарди шаховске опреме на такмичењима ФИДЕ усвојени су 1975. године. Препоручује се да поља на табли буду површине 5х5 cm — 6,5х6,5 cm, односно, дупле величине у односу на површину основе пешака. На светским и континенталним првенствима користи се дрвена табла. За сва друга ФИДЕ такмичења, препоручено је да табла може бити од дрвета, пластике или картона. Ако судија нађе да је прихватљиво, табла може бити од камена или од мермера, с тим што би таква табла морала имати прихватљиву боју белих и црних поља. Као материјал за шаховску таблу најприхватљивије је природно дрво довољног контраста, као што су бреза, јавор, европски јасен, орах, тиковина, буква. У том случају, табла мора имати „туп“ или неутралан финиш без сјаја. Дозвољене комбинације боја за ФИДЕ такмичења су црна, смеђа, зелена, или веома жутосмеђа за црна поља, а бела, крем, боја слоноваче, или боја бивоље коже (бледа мркожута) за бела поља.
|   | a | b | c | d | e | f | g | h |   |
| 8 | a8 black rook · b8 black knight · c8 black bishop · d8 black queen · e8 black king · f8 black bishop · g8 black knight · h8 black rook · a7 black pawn · b7 black pawn · c7 black pawn · d7 black pawn · e7 black pawn · f7 black pawn · g7 black pawn · h7 black pawn · a2 white pawn · b2 white pawn · c2 white pawn · d2 white pawn · e2 white pawn · f2 white pawn · g2 white pawn · h2 white pawn · a1 white rook · b1 white knight · c1 white bishop · d1 white queen · e1 white king · f1 white bishop · g1 white knight · h1 white rook | a8 black rook · b8 black knight · c8 black bishop · d8 black queen · e8 black king · f8 black bishop · g8 black knight · h8 black rook · a7 black pawn · b7 black pawn · c7 black pawn · d7 black pawn · e7 black pawn · f7 black pawn · g7 black pawn · h7 black pawn · a2 white pawn · b2 white pawn · c2 white pawn · d2 white pawn · e2 white pawn · f2 white pawn · g2 white pawn · h2 white pawn · a1 white rook · b1 white knight · c1 white bishop · d1 white queen · e1 white king · f1 white bishop · g1 white knight · h1 white rook | a8 black rook · b8 black knight · c8 black bishop · d8 black queen · e8 black king · f8 black bishop · g8 black knight · h8 black rook · a7 black pawn · b7 black pawn · c7 black pawn · d7 black pawn · e7 black pawn · f7 black pawn · g7 black pawn · h7 black pawn · a2 white pawn · b2 white pawn · c2 white pawn · d2 white pawn · e2 white pawn · f2 white pawn · g2 white pawn · h2 white pawn · a1 white rook · b1 white knight · c1 white bishop · d1 white queen · e1 white king · f1 white bishop · g1 white knight · h1 white rook | a8 black rook · b8 black knight · c8 black bishop · d8 black queen · e8 black king · f8 black bishop · g8 black knight · h8 black rook · a7 black pawn · b7 black pawn · c7 black pawn · d7 black pawn · e7 black pawn · f7 black pawn · g7 black pawn · h7 black pawn · a2 white pawn · b2 white pawn · c2 white pawn · d2 white pawn · e2 white pawn · f2 white pawn · g2 white pawn · h2 white pawn · a1 white rook · b1 white knight · c1 white bishop · d1 white queen · e1 white king · f1 white bishop · g1 white knight · h1 white rook | a8 black rook · b8 black knight · c8 black bishop · d8 black queen · e8 black king · f8 black bishop · g8 black knight · h8 black rook · a7 black pawn · b7 black pawn · c7 black pawn · d7 black pawn · e7 black pawn · f7 black pawn · g7 black pawn · h7 black pawn · a2 white pawn · b2 white pawn · c2 white pawn · d2 white pawn · e2 white pawn · f2 white pawn · g2 white pawn · h2 white pawn · a1 white rook · b1 white knight · c1 white bishop · d1 white queen · e1 white king · f1 white bishop · g1 white knight · h1 white rook | a8 black rook · b8 black knight · c8 black bishop · d8 black queen · e8 black king · f8 black bishop · g8 black knight · h8 black rook · a7 black pawn · b7 black pawn · c7 black pawn · d7 black pawn · e7 black pawn · f7 black pawn · g7 black pawn · h7 black pawn · a2 white pawn · b2 white pawn · c2 white pawn · d2 white pawn · e2 white pawn · f2 white pawn · g2 white pawn · h2 white pawn · a1 white rook · b1 white knight · c1 white bishop · d1 white queen · e1 white king · f1 white bishop · g1 white knight · h1 white rook | a8 black rook · b8 black knight · c8 black bishop · d8 black queen · e8 black king · f8 black bishop · g8 black knight · h8 black rook · a7 black pawn · b7 black pawn · c7 black pawn · d7 black pawn · e7 black pawn · f7 black pawn · g7 black pawn · h7 black pawn · a2 white pawn · b2 white pawn · c2 white pawn · d2 white pawn · e2 white pawn · f2 white pawn · g2 white pawn · h2 white pawn · a1 white rook · b1 white knight · c1 white bishop · d1 white queen · e1 white king · f1 white bishop · g1 white knight · h1 white rook | a8 black rook · b8 black knight · c8 black bishop · d8 black queen · e8 black king · f8 black bishop · g8 black knight · h8 black rook · a7 black pawn · b7 black pawn · c7 black pawn · d7 black pawn · e7 black pawn · f7 black pawn · g7 black pawn · h7 black pawn · a2 white pawn · b2 white pawn · c2 white pawn · d2 white pawn · e2 white pawn · f2 white pawn · g2 white pawn · h2 white pawn · a1 white rook · b1 white knight · c1 white bishop · d1 white queen · e1 white king · f1 white bishop · g1 white knight · h1 white rook | 8 |
| 7 | a8 black rook · b8 black knight · c8 black bishop · d8 black queen · e8 black king · f8 black bishop · g8 black knight · h8 black rook · a7 black pawn · b7 black pawn · c7 black pawn · d7 black pawn · e7 black pawn · f7 black pawn · g7 black pawn · h7 black pawn · a2 white pawn · b2 white pawn · c2 white pawn · d2 white pawn · e2 white pawn · f2 white pawn · g2 white pawn · h2 white pawn · a1 white rook · b1 white knight · c1 white bishop · d1 white queen · e1 white king · f1 white bishop · g1 white knight · h1 white rook | a8 black rook · b8 black knight · c8 black bishop · d8 black queen · e8 black king · f8 black bishop · g8 black knight · h8 black rook · a7 black pawn · b7 black pawn · c7 black pawn · d7 black pawn · e7 black pawn · f7 black pawn · g7 black pawn · h7 black pawn · a2 white pawn · b2 white pawn · c2 white pawn · d2 white pawn · e2 white pawn · f2 white pawn · g2 white pawn · h2 white pawn · a1 white rook · b1 white knight · c1 white bishop · d1 white queen · e1 white king · f1 white bishop · g1 white knight · h1 white rook | a8 black rook · b8 black knight · c8 black bishop · d8 black queen · e8 black king · f8 black bishop · g8 black knight · h8 black rook · a7 black pawn · b7 black pawn · c7 black pawn · d7 black pawn · e7 black pawn · f7 black pawn · g7 black pawn · h7 black pawn · a2 white pawn · b2 white pawn · c2 white pawn · d2 white pawn · e2 white pawn · f2 white pawn · g2 white pawn · h2 white pawn · a1 white rook · b1 white knight · c1 white bishop · d1 white queen · e1 white king · f1 white bishop · g1 white knight · h1 white rook | a8 black rook · b8 black knight · c8 black bishop · d8 black queen · e8 black king · f8 black bishop · g8 black knight · h8 black rook · a7 black pawn · b7 black pawn · c7 black pawn · d7 black pawn · e7 black pawn · f7 black pawn · g7 black pawn · h7 black pawn · a2 white pawn · b2 white pawn · c2 white pawn · d2 white pawn · e2 white pawn · f2 white pawn · g2 white pawn · h2 white pawn · a1 white rook · b1 white knight · c1 white bishop · d1 white queen · e1 white king · f1 white bishop · g1 white knight · h1 white rook | a8 black rook · b8 black knight · c8 black bishop · d8 black queen · e8 black king · f8 black bishop · g8 black knight · h8 black rook · a7 black pawn · b7 black pawn · c7 black pawn · d7 black pawn · e7 black pawn · f7 black pawn · g7 black pawn · h7 black pawn · a2 white pawn · b2 white pawn · c2 white pawn · d2 white pawn · e2 white pawn · f2 white pawn · g2 white pawn · h2 white pawn · a1 white rook · b1 white knight · c1 white bishop · d1 white queen · e1 white king · f1 white bishop · g1 white knight · h1 white rook | a8 black rook · b8 black knight · c8 black bishop · d8 black queen · e8 black king · f8 black bishop · g8 black knight · h8 black rook · a7 black pawn · b7 black pawn · c7 black pawn · d7 black pawn · e7 black pawn · f7 black pawn · g7 black pawn · h7 black pawn · a2 white pawn · b2 white pawn · c2 white pawn · d2 white pawn · e2 white pawn · f2 white pawn · g2 white pawn · h2 white pawn · a1 white rook · b1 white knight · c1 white bishop · d1 white queen · e1 white king · f1 white bishop · g1 white knight · h1 white rook | a8 black rook · b8 black knight · c8 black bishop · d8 black queen · e8 black king · f8 black bishop · g8 black knight · h8 black rook · a7 black pawn · b7 black pawn · c7 black pawn · d7 black pawn · e7 black pawn · f7 black pawn · g7 black pawn · h7 black pawn · a2 white pawn · b2 white pawn · c2 white pawn · d2 white pawn · e2 white pawn · f2 white pawn · g2 white pawn · h2 white pawn · a1 white rook · b1 white knight · c1 white bishop · d1 white queen · e1 white king · f1 white bishop · g1 white knight · h1 white rook | a8 black rook · b8 black knight · c8 black bishop · d8 black queen · e8 black king · f8 black bishop · g8 black knight · h8 black rook · a7 black pawn · b7 black pawn · c7 black pawn · d7 black pawn · e7 black pawn · f7 black pawn · g7 black pawn · h7 black pawn · a2 white pawn · b2 white pawn · c2 white pawn · d2 white pawn · e2 white pawn · f2 white pawn · g2 white pawn · h2 white pawn · a1 white rook · b1 white knight · c1 white bishop · d1 white queen · e1 white king · f1 white bishop · g1 white knight · h1 white rook | 7 |
| 6 | a8 black rook · b8 black knight · c8 black bishop · d8 black queen · e8 black king · f8 black bishop · g8 black knight · h8 black rook · a7 black pawn · b7 black pawn · c7 black pawn · d7 black pawn · e7 black pawn · f7 black pawn · g7 black pawn · h7 black pawn · a2 white pawn · b2 white pawn · c2 white pawn · d2 white pawn · e2 white pawn · f2 white pawn · g2 white pawn · h2 white pawn · a1 white rook · b1 white knight · c1 white bishop · d1 white queen · e1 white king · f1 white bishop · g1 white knight · h1 white rook | a8 black rook · b8 black knight · c8 black bishop · d8 black queen · e8 black king · f8 black bishop · g8 black knight · h8 black rook · a7 black pawn · b7 black pawn · c7 black pawn · d7 black pawn · e7 black pawn · f7 black pawn · g7 black pawn · h7 black pawn · a2 white pawn · b2 white pawn · c2 white pawn · d2 white pawn · e2 white pawn · f2 white pawn · g2 white pawn · h2 white pawn · a1 white rook · b1 white knight · c1 white bishop · d1 white queen · e1 white king · f1 white bishop · g1 white knight · h1 white rook | a8 black rook · b8 black knight · c8 black bishop · d8 black queen · e8 black king · f8 black bishop · g8 black knight · h8 black rook · a7 black pawn · b7 black pawn · c7 black pawn · d7 black pawn · e7 black pawn · f7 black pawn · g7 black pawn · h7 black pawn · a2 white pawn · b2 white pawn · c2 white pawn · d2 white pawn · e2 white pawn · f2 white pawn · g2 white pawn · h2 white pawn · a1 white rook · b1 white knight · c1 white bishop · d1 white queen · e1 white king · f1 white bishop · g1 white knight · h1 white rook | a8 black rook · b8 black knight · c8 black bishop · d8 black queen · e8 black king · f8 black bishop · g8 black knight · h8 black rook · a7 black pawn · b7 black pawn · c7 black pawn · d7 black pawn · e7 black pawn · f7 black pawn · g7 black pawn · h7 black pawn · a2 white pawn · b2 white pawn · c2 white pawn · d2 white pawn · e2 white pawn · f2 white pawn · g2 white pawn · h2 white pawn · a1 white rook · b1 white knight · c1 white bishop · d1 white queen · e1 white king · f1 white bishop · g1 white knight · h1 white rook | a8 black rook · b8 black knight · c8 black bishop · d8 black queen · e8 black king · f8 black bishop · g8 black knight · h8 black rook · a7 black pawn · b7 black pawn · c7 black pawn · d7 black pawn · e7 black pawn · f7 black pawn · g7 black pawn · h7 black pawn · a2 white pawn · b2 white pawn · c2 white pawn · d2 white pawn · e2 white pawn · f2 white pawn · g2 white pawn · h2 white pawn · a1 white rook · b1 white knight · c1 white bishop · d1 white queen · e1 white king · f1 white bishop · g1 white knight · h1 white rook | a8 black rook · b8 black knight · c8 black bishop · d8 black queen · e8 black king · f8 black bishop · g8 black knight · h8 black rook · a7 black pawn · b7 black pawn · c7 black pawn · d7 black pawn · e7 black pawn · f7 black pawn · g7 black pawn · h7 black pawn · a2 white pawn · b2 white pawn · c2 white pawn · d2 white pawn · e2 white pawn · f2 white pawn · g2 white pawn · h2 white pawn · a1 white rook · b1 white knight · c1 white bishop · d1 white queen · e1 white king · f1 white bishop · g1 white knight · h1 white rook | a8 black rook · b8 black knight · c8 black bishop · d8 black queen · e8 black king · f8 black bishop · g8 black knight · h8 black rook · a7 black pawn · b7 black pawn · c7 black pawn · d7 black pawn · e7 black pawn · f7 black pawn · g7 black pawn · h7 black pawn · a2 white pawn · b2 white pawn · c2 white pawn · d2 white pawn · e2 white pawn · f2 white pawn · g2 white pawn · h2 white pawn · a1 white rook · b1 white knight · c1 white bishop · d1 white queen · e1 white king · f1 white bishop · g1 white knight · h1 white rook | a8 black rook · b8 black knight · c8 black bishop · d8 black queen · e8 black king · f8 black bishop · g8 black knight · h8 black rook · a7 black pawn · b7 black pawn · c7 black pawn · d7 black pawn · e7 black pawn · f7 black pawn · g7 black pawn · h7 black pawn · a2 white pawn · b2 white pawn · c2 white pawn · d2 white pawn · e2 white pawn · f2 white pawn · g2 white pawn · h2 white pawn · a1 white rook · b1 white knight · c1 white bishop · d1 white queen · e1 white king · f1 white bishop · g1 white knight · h1 white rook | 6 |
| 5 | a8 black rook · b8 black knight · c8 black bishop · d8 black queen · e8 black king · f8 black bishop · g8 black knight · h8 black rook · a7 black pawn · b7 black pawn · c7 black pawn · d7 black pawn · e7 black pawn · f7 black pawn · g7 black pawn · h7 black pawn · a2 white pawn · b2 white pawn · c2 white pawn · d2 white pawn · e2 white pawn · f2 white pawn · g2 white pawn · h2 white pawn · a1 white rook · b1 white knight · c1 white bishop · d1 white queen · e1 white king · f1 white bishop · g1 white knight · h1 white rook | a8 black rook · b8 black knight · c8 black bishop · d8 black queen · e8 black king · f8 black bishop · g8 black knight · h8 black rook · a7 black pawn · b7 black pawn · c7 black pawn · d7 black pawn · e7 black pawn · f7 black pawn · g7 black pawn · h7 black pawn · a2 white pawn · b2 white pawn · c2 white pawn · d2 white pawn · e2 white pawn · f2 white pawn · g2 white pawn · h2 white pawn · a1 white rook · b1 white knight · c1 white bishop · d1 white queen · e1 white king · f1 white bishop · g1 white knight · h1 white rook | a8 black rook · b8 black knight · c8 black bishop · d8 black queen · e8 black king · f8 black bishop · g8 black knight · h8 black rook · a7 black pawn · b7 black pawn · c7 black pawn · d7 black pawn · e7 black pawn · f7 black pawn · g7 black pawn · h7 black pawn · a2 white pawn · b2 white pawn · c2 white pawn · d2 white pawn · e2 white pawn · f2 white pawn · g2 white pawn · h2 white pawn · a1 white rook · b1 white knight · c1 white bishop · d1 white queen · e1 white king · f1 white bishop · g1 white knight · h1 white rook | a8 black rook · b8 black knight · c8 black bishop · d8 black queen · e8 black king · f8 black bishop · g8 black knight · h8 black rook · a7 black pawn · b7 black pawn · c7 black pawn · d7 black pawn · e7 black pawn · f7 black pawn · g7 black pawn · h7 black pawn · a2 white pawn · b2 white pawn · c2 white pawn · d2 white pawn · e2 white pawn · f2 white pawn · g2 white pawn · h2 white pawn · a1 white rook · b1 white knight · c1 white bishop · d1 white queen · e1 white king · f1 white bishop · g1 white knight · h1 white rook | a8 black rook · b8 black knight · c8 black bishop · d8 black queen · e8 black king · f8 black bishop · g8 black knight · h8 black rook · a7 black pawn · b7 black pawn · c7 black pawn · d7 black pawn · e7 black pawn · f7 black pawn · g7 black pawn · h7 black pawn · a2 white pawn · b2 white pawn · c2 white pawn · d2 white pawn · e2 white pawn · f2 white pawn · g2 white pawn · h2 white pawn · a1 white rook · b1 white knight · c1 white bishop · d1 white queen · e1 white king · f1 white bishop · g1 white knight · h1 white rook | a8 black rook · b8 black knight · c8 black bishop · d8 black queen · e8 black king · f8 black bishop · g8 black knight · h8 black rook · a7 black pawn · b7 black pawn · c7 black pawn · d7 black pawn · e7 black pawn · f7 black pawn · g7 black pawn · h7 black pawn · a2 white pawn · b2 white pawn · c2 white pawn · d2 white pawn · e2 white pawn · f2 white pawn · g2 white pawn · h2 white pawn · a1 white rook · b1 white knight · c1 white bishop · d1 white queen · e1 white king · f1 white bishop · g1 white knight · h1 white rook | a8 black rook · b8 black knight · c8 black bishop · d8 black queen · e8 black king · f8 black bishop · g8 black knight · h8 black rook · a7 black pawn · b7 black pawn · c7 black pawn · d7 black pawn · e7 black pawn · f7 black pawn · g7 black pawn · h7 black pawn · a2 white pawn · b2 white pawn · c2 white pawn · d2 white pawn · e2 white pawn · f2 white pawn · g2 white pawn · h2 white pawn · a1 white rook · b1 white knight · c1 white bishop · d1 white queen · e1 white king · f1 white bishop · g1 white knight · h1 white rook | a8 black rook · b8 black knight · c8 black bishop · d8 black queen · e8 black king · f8 black bishop · g8 black knight · h8 black rook · a7 black pawn · b7 black pawn · c7 black pawn · d7 black pawn · e7 black pawn · f7 black pawn · g7 black pawn · h7 black pawn · a2 white pawn · b2 white pawn · c2 white pawn · d2 white pawn · e2 white pawn · f2 white pawn · g2 white pawn · h2 white pawn · a1 white rook · b1 white knight · c1 white bishop · d1 white queen · e1 white king · f1 white bishop · g1 white knight · h1 white rook | 5 |
| 4 | a8 black rook · b8 black knight · c8 black bishop · d8 black queen · e8 black king · f8 black bishop · g8 black knight · h8 black rook · a7 black pawn · b7 black pawn · c7 black pawn · d7 black pawn · e7 black pawn · f7 black pawn · g7 black pawn · h7 black pawn · a2 white pawn · b2 white pawn · c2 white pawn · d2 white pawn · e2 white pawn · f2 white pawn · g2 white pawn · h2 white pawn · a1 white rook · b1 white knight · c1 white bishop · d1 white queen · e1 white king · f1 white bishop · g1 white knight · h1 white rook | a8 black rook · b8 black knight · c8 black bishop · d8 black queen · e8 black king · f8 black bishop · g8 black knight · h8 black rook · a7 black pawn · b7 black pawn · c7 black pawn · d7 black pawn · e7 black pawn · f7 black pawn · g7 black pawn · h7 black pawn · a2 white pawn · b2 white pawn · c2 white pawn · d2 white pawn · e2 white pawn · f2 white pawn · g2 white pawn · h2 white pawn · a1 white rook · b1 white knight · c1 white bishop · d1 white queen · e1 white king · f1 white bishop · g1 white knight · h1 white rook | a8 black rook · b8 black knight · c8 black bishop · d8 black queen · e8 black king · f8 black bishop · g8 black knight · h8 black rook · a7 black pawn · b7 black pawn · c7 black pawn · d7 black pawn · e7 black pawn · f7 black pawn · g7 black pawn · h7 black pawn · a2 white pawn · b2 white pawn · c2 white pawn · d2 white pawn · e2 white pawn · f2 white pawn · g2 white pawn · h2 white pawn · a1 white rook · b1 white knight · c1 white bishop · d1 white queen · e1 white king · f1 white bishop · g1 white knight · h1 white rook | a8 black rook · b8 black knight · c8 black bishop · d8 black queen · e8 black king · f8 black bishop · g8 black knight · h8 black rook · a7 black pawn · b7 black pawn · c7 black pawn · d7 black pawn · e7 black pawn · f7 black pawn · g7 black pawn · h7 black pawn · a2 white pawn · b2 white pawn · c2 white pawn · d2 white pawn · e2 white pawn · f2 white pawn · g2 white pawn · h2 white pawn · a1 white rook · b1 white knight · c1 white bishop · d1 white queen · e1 white king · f1 white bishop · g1 white knight · h1 white rook | a8 black rook · b8 black knight · c8 black bishop · d8 black queen · e8 black king · f8 black bishop · g8 black knight · h8 black rook · a7 black pawn · b7 black pawn · c7 black pawn · d7 black pawn · e7 black pawn · f7 black pawn · g7 black pawn · h7 black pawn · a2 white pawn · b2 white pawn · c2 white pawn · d2 white pawn · e2 white pawn · f2 white pawn · g2 white pawn · h2 white pawn · a1 white rook · b1 white knight · c1 white bishop · d1 white queen · e1 white king · f1 white bishop · g1 white knight · h1 white rook | a8 black rook · b8 black knight · c8 black bishop · d8 black queen · e8 black king · f8 black bishop · g8 black knight · h8 black rook · a7 black pawn · b7 black pawn · c7 black pawn · d7 black pawn · e7 black pawn · f7 black pawn · g7 black pawn · h7 black pawn · a2 white pawn · b2 white pawn · c2 white pawn · d2 white pawn · e2 white pawn · f2 white pawn · g2 white pawn · h2 white pawn · a1 white rook · b1 white knight · c1 white bishop · d1 white queen · e1 white king · f1 white bishop · g1 white knight · h1 white rook | a8 black rook · b8 black knight · c8 black bishop · d8 black queen · e8 black king · f8 black bishop · g8 black knight · h8 black rook · a7 black pawn · b7 black pawn · c7 black pawn · d7 black pawn · e7 black pawn · f7 black pawn · g7 black pawn · h7 black pawn · a2 white pawn · b2 white pawn · c2 white pawn · d2 white pawn · e2 white pawn · f2 white pawn · g2 white pawn · h2 white pawn · a1 white rook · b1 white knight · c1 white bishop · d1 white queen · e1 white king · f1 white bishop · g1 white knight · h1 white rook | a8 black rook · b8 black knight · c8 black bishop · d8 black queen · e8 black king · f8 black bishop · g8 black knight · h8 black rook · a7 black pawn · b7 black pawn · c7 black pawn · d7 black pawn · e7 black pawn · f7 black pawn · g7 black pawn · h7 black pawn · a2 white pawn · b2 white pawn · c2 white pawn · d2 white pawn · e2 white pawn · f2 white pawn · g2 white pawn · h2 white pawn · a1 white rook · b1 white knight · c1 white bishop · d1 white queen · e1 white king · f1 white bishop · g1 white knight · h1 white rook | 4 |
| 3 | a8 black rook · b8 black knight · c8 black bishop · d8 black queen · e8 black king · f8 black bishop · g8 black knight · h8 black rook · a7 black pawn · b7 black pawn · c7 black pawn · d7 black pawn · e7 black pawn · f7 black pawn · g7 black pawn · h7 black pawn · a2 white pawn · b2 white pawn · c2 white pawn · d2 white pawn · e2 white pawn · f2 white pawn · g2 white pawn · h2 white pawn · a1 white rook · b1 white knight · c1 white bishop · d1 white queen · e1 white king · f1 white bishop · g1 white knight · h1 white rook | a8 black rook · b8 black knight · c8 black bishop · d8 black queen · e8 black king · f8 black bishop · g8 black knight · h8 black rook · a7 black pawn · b7 black pawn · c7 black pawn · d7 black pawn · e7 black pawn · f7 black pawn · g7 black pawn · h7 black pawn · a2 white pawn · b2 white pawn · c2 white pawn · d2 white pawn · e2 white pawn · f2 white pawn · g2 white pawn · h2 white pawn · a1 white rook · b1 white knight · c1 white bishop · d1 white queen · e1 white king · f1 white bishop · g1 white knight · h1 white rook | a8 black rook · b8 black knight · c8 black bishop · d8 black queen · e8 black king · f8 black bishop · g8 black knight · h8 black rook · a7 black pawn · b7 black pawn · c7 black pawn · d7 black pawn · e7 black pawn · f7 black pawn · g7 black pawn · h7 black pawn · a2 white pawn · b2 white pawn · c2 white pawn · d2 white pawn · e2 white pawn · f2 white pawn · g2 white pawn · h2 white pawn · a1 white rook · b1 white knight · c1 white bishop · d1 white queen · e1 white king · f1 white bishop · g1 white knight · h1 white rook | a8 black rook · b8 black knight · c8 black bishop · d8 black queen · e8 black king · f8 black bishop · g8 black knight · h8 black rook · a7 black pawn · b7 black pawn · c7 black pawn · d7 black pawn · e7 black pawn · f7 black pawn · g7 black pawn · h7 black pawn · a2 white pawn · b2 white pawn · c2 white pawn · d2 white pawn · e2 white pawn · f2 white pawn · g2 white pawn · h2 white pawn · a1 white rook · b1 white knight · c1 white bishop · d1 white queen · e1 white king · f1 white bishop · g1 white knight · h1 white rook | a8 black rook · b8 black knight · c8 black bishop · d8 black queen · e8 black king · f8 black bishop · g8 black knight · h8 black rook · a7 black pawn · b7 black pawn · c7 black pawn · d7 black pawn · e7 black pawn · f7 black pawn · g7 black pawn · h7 black pawn · a2 white pawn · b2 white pawn · c2 white pawn · d2 white pawn · e2 white pawn · f2 white pawn · g2 white pawn · h2 white pawn · a1 white rook · b1 white knight · c1 white bishop · d1 white queen · e1 white king · f1 white bishop · g1 white knight · h1 white rook | a8 black rook · b8 black knight · c8 black bishop · d8 black queen · e8 black king · f8 black bishop · g8 black knight · h8 black rook · a7 black pawn · b7 black pawn · c7 black pawn · d7 black pawn · e7 black pawn · f7 black pawn · g7 black pawn · h7 black pawn · a2 white pawn · b2 white pawn · c2 white pawn · d2 white pawn · e2 white pawn · f2 white pawn · g2 white pawn · h2 white pawn · a1 white rook · b1 white knight · c1 white bishop · d1 white queen · e1 white king · f1 white bishop · g1 white knight · h1 white rook | a8 black rook · b8 black knight · c8 black bishop · d8 black queen · e8 black king · f8 black bishop · g8 black knight · h8 black rook · a7 black pawn · b7 black pawn · c7 black pawn · d7 black pawn · e7 black pawn · f7 black pawn · g7 black pawn · h7 black pawn · a2 white pawn · b2 white pawn · c2 white pawn · d2 white pawn · e2 white pawn · f2 white pawn · g2 white pawn · h2 white pawn · a1 white rook · b1 white knight · c1 white bishop · d1 white queen · e1 white king · f1 white bishop · g1 white knight · h1 white rook | a8 black rook · b8 black knight · c8 black bishop · d8 black queen · e8 black king · f8 black bishop · g8 black knight · h8 black rook · a7 black pawn · b7 black pawn · c7 black pawn · d7 black pawn · e7 black pawn · f7 black pawn · g7 black pawn · h7 black pawn · a2 white pawn · b2 white pawn · c2 white pawn · d2 white pawn · e2 white pawn · f2 white pawn · g2 white pawn · h2 white pawn · a1 white rook · b1 white knight · c1 white bishop · d1 white queen · e1 white king · f1 white bishop · g1 white knight · h1 white rook | 3 |
| 2 | a8 black rook · b8 black knight · c8 black bishop · d8 black queen · e8 black king · f8 black bishop · g8 black knight · h8 black rook · a7 black pawn · b7 black pawn · c7 black pawn · d7 black pawn · e7 black pawn · f7 black pawn · g7 black pawn · h7 black pawn · a2 white pawn · b2 white pawn · c2 white pawn · d2 white pawn · e2 white pawn · f2 white pawn · g2 white pawn · h2 white pawn · a1 white rook · b1 white knight · c1 white bishop · d1 white queen · e1 white king · f1 white bishop · g1 white knight · h1 white rook | a8 black rook · b8 black knight · c8 black bishop · d8 black queen · e8 black king · f8 black bishop · g8 black knight · h8 black rook · a7 black pawn · b7 black pawn · c7 black pawn · d7 black pawn · e7 black pawn · f7 black pawn · g7 black pawn · h7 black pawn · a2 white pawn · b2 white pawn · c2 white pawn · d2 white pawn · e2 white pawn · f2 white pawn · g2 white pawn · h2 white pawn · a1 white rook · b1 white knight · c1 white bishop · d1 white queen · e1 white king · f1 white bishop · g1 white knight · h1 white rook | a8 black rook · b8 black knight · c8 black bishop · d8 black queen · e8 black king · f8 black bishop · g8 black knight · h8 black rook · a7 black pawn · b7 black pawn · c7 black pawn · d7 black pawn · e7 black pawn · f7 black pawn · g7 black pawn · h7 black pawn · a2 white pawn · b2 white pawn · c2 white pawn · d2 white pawn · e2 white pawn · f2 white pawn · g2 white pawn · h2 white pawn · a1 white rook · b1 white knight · c1 white bishop · d1 white queen · e1 white king · f1 white bishop · g1 white knight · h1 white rook | a8 black rook · b8 black knight · c8 black bishop · d8 black queen · e8 black king · f8 black bishop · g8 black knight · h8 black rook · a7 black pawn · b7 black pawn · c7 black pawn · d7 black pawn · e7 black pawn · f7 black pawn · g7 black pawn · h7 black pawn · a2 white pawn · b2 white pawn · c2 white pawn · d2 white pawn · e2 white pawn · f2 white pawn · g2 white pawn · h2 white pawn · a1 white rook · b1 white knight · c1 white bishop · d1 white queen · e1 white king · f1 white bishop · g1 white knight · h1 white rook | a8 black rook · b8 black knight · c8 black bishop · d8 black queen · e8 black king · f8 black bishop · g8 black knight · h8 black rook · a7 black pawn · b7 black pawn · c7 black pawn · d7 black pawn · e7 black pawn · f7 black pawn · g7 black pawn · h7 black pawn · a2 white pawn · b2 white pawn · c2 white pawn · d2 white pawn · e2 white pawn · f2 white pawn · g2 white pawn · h2 white pawn · a1 white rook · b1 white knight · c1 white bishop · d1 white queen · e1 white king · f1 white bishop · g1 white knight · h1 white rook | a8 black rook · b8 black knight · c8 black bishop · d8 black queen · e8 black king · f8 black bishop · g8 black knight · h8 black rook · a7 black pawn · b7 black pawn · c7 black pawn · d7 black pawn · e7 black pawn · f7 black pawn · g7 black pawn · h7 black pawn · a2 white pawn · b2 white pawn · c2 white pawn · d2 white pawn · e2 white pawn · f2 white pawn · g2 white pawn · h2 white pawn · a1 white rook · b1 white knight · c1 white bishop · d1 white queen · e1 white king · f1 white bishop · g1 white knight · h1 white rook | a8 black rook · b8 black knight · c8 black bishop · d8 black queen · e8 black king · f8 black bishop · g8 black knight · h8 black rook · a7 black pawn · b7 black pawn · c7 black pawn · d7 black pawn · e7 black pawn · f7 black pawn · g7 black pawn · h7 black pawn · a2 white pawn · b2 white pawn · c2 white pawn · d2 white pawn · e2 white pawn · f2 white pawn · g2 white pawn · h2 white pawn · a1 white rook · b1 white knight · c1 white bishop · d1 white queen · e1 white king · f1 white bishop · g1 white knight · h1 white rook | a8 black rook · b8 black knight · c8 black bishop · d8 black queen · e8 black king · f8 black bishop · g8 black knight · h8 black rook · a7 black pawn · b7 black pawn · c7 black pawn · d7 black pawn · e7 black pawn · f7 black pawn · g7 black pawn · h7 black pawn · a2 white pawn · b2 white pawn · c2 white pawn · d2 white pawn · e2 white pawn · f2 white pawn · g2 white pawn · h2 white pawn · a1 white rook · b1 white knight · c1 white bishop · d1 white queen · e1 white king · f1 white bishop · g1 white knight · h1 white rook | 2 |
| 1 | a8 black rook · b8 black knight · c8 black bishop · d8 black queen · e8 black king · f8 black bishop · g8 black knight · h8 black rook · a7 black pawn · b7 black pawn · c7 black pawn · d7 black pawn · e7 black pawn · f7 black pawn · g7 black pawn · h7 black pawn · a2 white pawn · b2 white pawn · c2 white pawn · d2 white pawn · e2 white pawn · f2 white pawn · g2 white pawn · h2 white pawn · a1 white rook · b1 white knight · c1 white bishop · d1 white queen · e1 white king · f1 white bishop · g1 white knight · h1 white rook | a8 black rook · b8 black knight · c8 black bishop · d8 black queen · e8 black king · f8 black bishop · g8 black knight · h8 black rook · a7 black pawn · b7 black pawn · c7 black pawn · d7 black pawn · e7 black pawn · f7 black pawn · g7 black pawn · h7 black pawn · a2 white pawn · b2 white pawn · c2 white pawn · d2 white pawn · e2 white pawn · f2 white pawn · g2 white pawn · h2 white pawn · a1 white rook · b1 white knight · c1 white bishop · d1 white queen · e1 white king · f1 white bishop · g1 white knight · h1 white rook | a8 black rook · b8 black knight · c8 black bishop · d8 black queen · e8 black king · f8 black bishop · g8 black knight · h8 black rook · a7 black pawn · b7 black pawn · c7 black pawn · d7 black pawn · e7 black pawn · f7 black pawn · g7 black pawn · h7 black pawn · a2 white pawn · b2 white pawn · c2 white pawn · d2 white pawn · e2 white pawn · f2 white pawn · g2 white pawn · h2 white pawn · a1 white rook · b1 white knight · c1 white bishop · d1 white queen · e1 white king · f1 white bishop · g1 white knight · h1 white rook | a8 black rook · b8 black knight · c8 black bishop · d8 black queen · e8 black king · f8 black bishop · g8 black knight · h8 black rook · a7 black pawn · b7 black pawn · c7 black pawn · d7 black pawn · e7 black pawn · f7 black pawn · g7 black pawn · h7 black pawn · a2 white pawn · b2 white pawn · c2 white pawn · d2 white pawn · e2 white pawn · f2 white pawn · g2 white pawn · h2 white pawn · a1 white rook · b1 white knight · c1 white bishop · d1 white queen · e1 white king · f1 white bishop · g1 white knight · h1 white rook | a8 black rook · b8 black knight · c8 black bishop · d8 black queen · e8 black king · f8 black bishop · g8 black knight · h8 black rook · a7 black pawn · b7 black pawn · c7 black pawn · d7 black pawn · e7 black pawn · f7 black pawn · g7 black pawn · h7 black pawn · a2 white pawn · b2 white pawn · c2 white pawn · d2 white pawn · e2 white pawn · f2 white pawn · g2 white pawn · h2 white pawn · a1 white rook · b1 white knight · c1 white bishop · d1 white queen · e1 white king · f1 white bishop · g1 white knight · h1 white rook | a8 black rook · b8 black knight · c8 black bishop · d8 black queen · e8 black king · f8 black bishop · g8 black knight · h8 black rook · a7 black pawn · b7 black pawn · c7 black pawn · d7 black pawn · e7 black pawn · f7 black pawn · g7 black pawn · h7 black pawn · a2 white pawn · b2 white pawn · c2 white pawn · d2 white pawn · e2 white pawn · f2 white pawn · g2 white pawn · h2 white pawn · a1 white rook · b1 white knight · c1 white bishop · d1 white queen · e1 white king · f1 white bishop · g1 white knight · h1 white rook | a8 black rook · b8 black knight · c8 black bishop · d8 black queen · e8 black king · f8 black bishop · g8 black knight · h8 black rook · a7 black pawn · b7 black pawn · c7 black pawn · d7 black pawn · e7 black pawn · f7 black pawn · g7 black pawn · h7 black pawn · a2 white pawn · b2 white pawn · c2 white pawn · d2 white pawn · e2 white pawn · f2 white pawn · g2 white pawn · h2 white pawn · a1 white rook · b1 white knight · c1 white bishop · d1 white queen · e1 white king · f1 white bishop · g1 white knight · h1 white rook | a8 black rook · b8 black knight · c8 black bishop · d8 black queen · e8 black king · f8 black bishop · g8 black knight · h8 black rook · a7 black pawn · b7 black pawn · c7 black pawn · d7 black pawn · e7 black pawn · f7 black pawn · g7 black pawn · h7 black pawn · a2 white pawn · b2 white pawn · c2 white pawn · d2 white pawn · e2 white pawn · f2 white pawn · g2 white pawn · h2 white pawn · a1 white rook · b1 white knight · c1 white bishop · d1 white queen · e1 white king · f1 white bishop · g1 white knight · h1 white rook | 1 |
|   | a | b | c | d | e | f | g | h |   |

## Почетна позиција
На шаховску таблу постављају се фигуре. На почетку партије један играч има 16 светло обојених фигура („беле“ фигуре), а други има 16 тамно обојених фигура („црне“ фигуре). Те фигуре су следеће:
- један бели краљ, обично означен симболом ♔
- једна бела дама, обично означена симболом ♕
- два бела топа, обично означена симболом ♖
- два бела ловца, обично означена симболом ♗
- два бела скакача, обично означена симболом ♘
- осам белих пешака, обично означени симболом ♙
- један црни краљ, обично означен симболом ♚
- једна црна дама, обично означена симболом ♛
- два црна топа, обично означена симболом ♜
- два црна ловца, обично означена симболом ♝
- два црна скакача, обично означена симболом ♞
- осам црних пешака, обично означени симболом ♟.

## Линије, редови и дијагонале
Осам вертикалних колона поља називају се „линије“. Осам хоризонталних низова поља називају се „редови“. Праве линија исте боје које се додирују угловима, називају се „дијагонале“.
|   | a | b | c | d | e | f | g | h |   |
| 8 | c8 black cross · c7 black cross · c6 black cross · c5 black cross · c4 black cross · c3 black cross · c2 black cross · c1 black cross | c8 black cross · c7 black cross · c6 black cross · c5 black cross · c4 black cross · c3 black cross · c2 black cross · c1 black cross | c8 black cross · c7 black cross · c6 black cross · c5 black cross · c4 black cross · c3 black cross · c2 black cross · c1 black cross | c8 black cross · c7 black cross · c6 black cross · c5 black cross · c4 black cross · c3 black cross · c2 black cross · c1 black cross | c8 black cross · c7 black cross · c6 black cross · c5 black cross · c4 black cross · c3 black cross · c2 black cross · c1 black cross | c8 black cross · c7 black cross · c6 black cross · c5 black cross · c4 black cross · c3 black cross · c2 black cross · c1 black cross | c8 black cross · c7 black cross · c6 black cross · c5 black cross · c4 black cross · c3 black cross · c2 black cross · c1 black cross | c8 black cross · c7 black cross · c6 black cross · c5 black cross · c4 black cross · c3 black cross · c2 black cross · c1 black cross | 8 |
| 7 | c8 black cross · c7 black cross · c6 black cross · c5 black cross · c4 black cross · c3 black cross · c2 black cross · c1 black cross | c8 black cross · c7 black cross · c6 black cross · c5 black cross · c4 black cross · c3 black cross · c2 black cross · c1 black cross | c8 black cross · c7 black cross · c6 black cross · c5 black cross · c4 black cross · c3 black cross · c2 black cross · c1 black cross | c8 black cross · c7 black cross · c6 black cross · c5 black cross · c4 black cross · c3 black cross · c2 black cross · c1 black cross | c8 black cross · c7 black cross · c6 black cross · c5 black cross · c4 black cross · c3 black cross · c2 black cross · c1 black cross | c8 black cross · c7 black cross · c6 black cross · c5 black cross · c4 black cross · c3 black cross · c2 black cross · c1 black cross | c8 black cross · c7 black cross · c6 black cross · c5 black cross · c4 black cross · c3 black cross · c2 black cross · c1 black cross | c8 black cross · c7 black cross · c6 black cross · c5 black cross · c4 black cross · c3 black cross · c2 black cross · c1 black cross | 7 |
| 6 | c8 black cross · c7 black cross · c6 black cross · c5 black cross · c4 black cross · c3 black cross · c2 black cross · c1 black cross | c8 black cross · c7 black cross · c6 black cross · c5 black cross · c4 black cross · c3 black cross · c2 black cross · c1 black cross | c8 black cross · c7 black cross · c6 black cross · c5 black cross · c4 black cross · c3 black cross · c2 black cross · c1 black cross | c8 black cross · c7 black cross · c6 black cross · c5 black cross · c4 black cross · c3 black cross · c2 black cross · c1 black cross | c8 black cross · c7 black cross · c6 black cross · c5 black cross · c4 black cross · c3 black cross · c2 black cross · c1 black cross | c8 black cross · c7 black cross · c6 black cross · c5 black cross · c4 black cross · c3 black cross · c2 black cross · c1 black cross | c8 black cross · c7 black cross · c6 black cross · c5 black cross · c4 black cross · c3 black cross · c2 black cross · c1 black cross | c8 black cross · c7 black cross · c6 black cross · c5 black cross · c4 black cross · c3 black cross · c2 black cross · c1 black cross | 6 |
| 5 | c8 black cross · c7 black cross · c6 black cross · c5 black cross · c4 black cross · c3 black cross · c2 black cross · c1 black cross | c8 black cross · c7 black cross · c6 black cross · c5 black cross · c4 black cross · c3 black cross · c2 black cross · c1 black cross | c8 black cross · c7 black cross · c6 black cross · c5 black cross · c4 black cross · c3 black cross · c2 black cross · c1 black cross | c8 black cross · c7 black cross · c6 black cross · c5 black cross · c4 black cross · c3 black cross · c2 black cross · c1 black cross | c8 black cross · c7 black cross · c6 black cross · c5 black cross · c4 black cross · c3 black cross · c2 black cross · c1 black cross | c8 black cross · c7 black cross · c6 black cross · c5 black cross · c4 black cross · c3 black cross · c2 black cross · c1 black cross | c8 black cross · c7 black cross · c6 black cross · c5 black cross · c4 black cross · c3 black cross · c2 black cross · c1 black cross | c8 black cross · c7 black cross · c6 black cross · c5 black cross · c4 black cross · c3 black cross · c2 black cross · c1 black cross | 5 |
| 4 | c8 black cross · c7 black cross · c6 black cross · c5 black cross · c4 black cross · c3 black cross · c2 black cross · c1 black cross | c8 black cross · c7 black cross · c6 black cross · c5 black cross · c4 black cross · c3 black cross · c2 black cross · c1 black cross | c8 black cross · c7 black cross · c6 black cross · c5 black cross · c4 black cross · c3 black cross · c2 black cross · c1 black cross | c8 black cross · c7 black cross · c6 black cross · c5 black cross · c4 black cross · c3 black cross · c2 black cross · c1 black cross | c8 black cross · c7 black cross · c6 black cross · c5 black cross · c4 black cross · c3 black cross · c2 black cross · c1 black cross | c8 black cross · c7 black cross · c6 black cross · c5 black cross · c4 black cross · c3 black cross · c2 black cross · c1 black cross | c8 black cross · c7 black cross · c6 black cross · c5 black cross · c4 black cross · c3 black cross · c2 black cross · c1 black cross | c8 black cross · c7 black cross · c6 black cross · c5 black cross · c4 black cross · c3 black cross · c2 black cross · c1 black cross | 4 |
| 3 | c8 black cross · c7 black cross · c6 black cross · c5 black cross · c4 black cross · c3 black cross · c2 black cross · c1 black cross | c8 black cross · c7 black cross · c6 black cross · c5 black cross · c4 black cross · c3 black cross · c2 black cross · c1 black cross | c8 black cross · c7 black cross · c6 black cross · c5 black cross · c4 black cross · c3 black cross · c2 black cross · c1 black cross | c8 black cross · c7 black cross · c6 black cross · c5 black cross · c4 black cross · c3 black cross · c2 black cross · c1 black cross | c8 black cross · c7 black cross · c6 black cross · c5 black cross · c4 black cross · c3 black cross · c2 black cross · c1 black cross | c8 black cross · c7 black cross · c6 black cross · c5 black cross · c4 black cross · c3 black cross · c2 black cross · c1 black cross | c8 black cross · c7 black cross · c6 black cross · c5 black cross · c4 black cross · c3 black cross · c2 black cross · c1 black cross | c8 black cross · c7 black cross · c6 black cross · c5 black cross · c4 black cross · c3 black cross · c2 black cross · c1 black cross | 3 |
| 2 | c8 black cross · c7 black cross · c6 black cross · c5 black cross · c4 black cross · c3 black cross · c2 black cross · c1 black cross | c8 black cross · c7 black cross · c6 black cross · c5 black cross · c4 black cross · c3 black cross · c2 black cross · c1 black cross | c8 black cross · c7 black cross · c6 black cross · c5 black cross · c4 black cross · c3 black cross · c2 black cross · c1 black cross | c8 black cross · c7 black cross · c6 black cross · c5 black cross · c4 black cross · c3 black cross · c2 black cross · c1 black cross | c8 black cross · c7 black cross · c6 black cross · c5 black cross · c4 black cross · c3 black cross · c2 black cross · c1 black cross | c8 black cross · c7 black cross · c6 black cross · c5 black cross · c4 black cross · c3 black cross · c2 black cross · c1 black cross | c8 black cross · c7 black cross · c6 black cross · c5 black cross · c4 black cross · c3 black cross · c2 black cross · c1 black cross | c8 black cross · c7 black cross · c6 black cross · c5 black cross · c4 black cross · c3 black cross · c2 black cross · c1 black cross | 2 |
| 1 | c8 black cross · c7 black cross · c6 black cross · c5 black cross · c4 black cross · c3 black cross · c2 black cross · c1 black cross | c8 black cross · c7 black cross · c6 black cross · c5 black cross · c4 black cross · c3 black cross · c2 black cross · c1 black cross | c8 black cross · c7 black cross · c6 black cross · c5 black cross · c4 black cross · c3 black cross · c2 black cross · c1 black cross | c8 black cross · c7 black cross · c6 black cross · c5 black cross · c4 black cross · c3 black cross · c2 black cross · c1 black cross | c8 black cross · c7 black cross · c6 black cross · c5 black cross · c4 black cross · c3 black cross · c2 black cross · c1 black cross | c8 black cross · c7 black cross · c6 black cross · c5 black cross · c4 black cross · c3 black cross · c2 black cross · c1 black cross | c8 black cross · c7 black cross · c6 black cross · c5 black cross · c4 black cross · c3 black cross · c2 black cross · c1 black cross | c8 black cross · c7 black cross · c6 black cross · c5 black cross · c4 black cross · c3 black cross · c2 black cross · c1 black cross | 1 |
|   | a | b | c | d | e | f | g | h |   |

|   | a | b | c | d | e | f | g | h |   |
| 8 | a5 black cross · b5 black cross · c5 black cross · d5 black cross · e5 black cross · f5 black cross · g5 black cross · h5 black cross | a5 black cross · b5 black cross · c5 black cross · d5 black cross · e5 black cross · f5 black cross · g5 black cross · h5 black cross | a5 black cross · b5 black cross · c5 black cross · d5 black cross · e5 black cross · f5 black cross · g5 black cross · h5 black cross | a5 black cross · b5 black cross · c5 black cross · d5 black cross · e5 black cross · f5 black cross · g5 black cross · h5 black cross | a5 black cross · b5 black cross · c5 black cross · d5 black cross · e5 black cross · f5 black cross · g5 black cross · h5 black cross | a5 black cross · b5 black cross · c5 black cross · d5 black cross · e5 black cross · f5 black cross · g5 black cross · h5 black cross | a5 black cross · b5 black cross · c5 black cross · d5 black cross · e5 black cross · f5 black cross · g5 black cross · h5 black cross | a5 black cross · b5 black cross · c5 black cross · d5 black cross · e5 black cross · f5 black cross · g5 black cross · h5 black cross | 8 |
| 7 | a5 black cross · b5 black cross · c5 black cross · d5 black cross · e5 black cross · f5 black cross · g5 black cross · h5 black cross | a5 black cross · b5 black cross · c5 black cross · d5 black cross · e5 black cross · f5 black cross · g5 black cross · h5 black cross | a5 black cross · b5 black cross · c5 black cross · d5 black cross · e5 black cross · f5 black cross · g5 black cross · h5 black cross | a5 black cross · b5 black cross · c5 black cross · d5 black cross · e5 black cross · f5 black cross · g5 black cross · h5 black cross | a5 black cross · b5 black cross · c5 black cross · d5 black cross · e5 black cross · f5 black cross · g5 black cross · h5 black cross | a5 black cross · b5 black cross · c5 black cross · d5 black cross · e5 black cross · f5 black cross · g5 black cross · h5 black cross | a5 black cross · b5 black cross · c5 black cross · d5 black cross · e5 black cross · f5 black cross · g5 black cross · h5 black cross | a5 black cross · b5 black cross · c5 black cross · d5 black cross · e5 black cross · f5 black cross · g5 black cross · h5 black cross | 7 |
| 6 | a5 black cross · b5 black cross · c5 black cross · d5 black cross · e5 black cross · f5 black cross · g5 black cross · h5 black cross | a5 black cross · b5 black cross · c5 black cross · d5 black cross · e5 black cross · f5 black cross · g5 black cross · h5 black cross | a5 black cross · b5 black cross · c5 black cross · d5 black cross · e5 black cross · f5 black cross · g5 black cross · h5 black cross | a5 black cross · b5 black cross · c5 black cross · d5 black cross · e5 black cross · f5 black cross · g5 black cross · h5 black cross | a5 black cross · b5 black cross · c5 black cross · d5 black cross · e5 black cross · f5 black cross · g5 black cross · h5 black cross | a5 black cross · b5 black cross · c5 black cross · d5 black cross · e5 black cross · f5 black cross · g5 black cross · h5 black cross | a5 black cross · b5 black cross · c5 black cross · d5 black cross · e5 black cross · f5 black cross · g5 black cross · h5 black cross | a5 black cross · b5 black cross · c5 black cross · d5 black cross · e5 black cross · f5 black cross · g5 black cross · h5 black cross | 6 |
| 5 | a5 black cross · b5 black cross · c5 black cross · d5 black cross · e5 black cross · f5 black cross · g5 black cross · h5 black cross | a5 black cross · b5 black cross · c5 black cross · d5 black cross · e5 black cross · f5 black cross · g5 black cross · h5 black cross | a5 black cross · b5 black cross · c5 black cross · d5 black cross · e5 black cross · f5 black cross · g5 black cross · h5 black cross | a5 black cross · b5 black cross · c5 black cross · d5 black cross · e5 black cross · f5 black cross · g5 black cross · h5 black cross | a5 black cross · b5 black cross · c5 black cross · d5 black cross · e5 black cross · f5 black cross · g5 black cross · h5 black cross | a5 black cross · b5 black cross · c5 black cross · d5 black cross · e5 black cross · f5 black cross · g5 black cross · h5 black cross | a5 black cross · b5 black cross · c5 black cross · d5 black cross · e5 black cross · f5 black cross · g5 black cross · h5 black cross | a5 black cross · b5 black cross · c5 black cross · d5 black cross · e5 black cross · f5 black cross · g5 black cross · h5 black cross | 5 |
| 4 | a5 black cross · b5 black cross · c5 black cross · d5 black cross · e5 black cross · f5 black cross · g5 black cross · h5 black cross | a5 black cross · b5 black cross · c5 black cross · d5 black cross · e5 black cross · f5 black cross · g5 black cross · h5 black cross | a5 black cross · b5 black cross · c5 black cross · d5 black cross · e5 black cross · f5 black cross · g5 black cross · h5 black cross | a5 black cross · b5 black cross · c5 black cross · d5 black cross · e5 black cross · f5 black cross · g5 black cross · h5 black cross | a5 black cross · b5 black cross · c5 black cross · d5 black cross · e5 black cross · f5 black cross · g5 black cross · h5 black cross | a5 black cross · b5 black cross · c5 black cross · d5 black cross · e5 black cross · f5 black cross · g5 black cross · h5 black cross | a5 black cross · b5 black cross · c5 black cross · d5 black cross · e5 black cross · f5 black cross · g5 black cross · h5 black cross | a5 black cross · b5 black cross · c5 black cross · d5 black cross · e5 black cross · f5 black cross · g5 black cross · h5 black cross | 4 |
| 3 | a5 black cross · b5 black cross · c5 black cross · d5 black cross · e5 black cross · f5 black cross · g5 black cross · h5 black cross | a5 black cross · b5 black cross · c5 black cross · d5 black cross · e5 black cross · f5 black cross · g5 black cross · h5 black cross | a5 black cross · b5 black cross · c5 black cross · d5 black cross · e5 black cross · f5 black cross · g5 black cross · h5 black cross | a5 black cross · b5 black cross · c5 black cross · d5 black cross · e5 black cross · f5 black cross · g5 black cross · h5 black cross | a5 black cross · b5 black cross · c5 black cross · d5 black cross · e5 black cross · f5 black cross · g5 black cross · h5 black cross | a5 black cross · b5 black cross · c5 black cross · d5 black cross · e5 black cross · f5 black cross · g5 black cross · h5 black cross | a5 black cross · b5 black cross · c5 black cross · d5 black cross · e5 black cross · f5 black cross · g5 black cross · h5 black cross | a5 black cross · b5 black cross · c5 black cross · d5 black cross · e5 black cross · f5 black cross · g5 black cross · h5 black cross | 3 |
| 2 | a5 black cross · b5 black cross · c5 black cross · d5 black cross · e5 black cross · f5 black cross · g5 black cross · h5 black cross | a5 black cross · b5 black cross · c5 black cross · d5 black cross · e5 black cross · f5 black cross · g5 black cross · h5 black cross | a5 black cross · b5 black cross · c5 black cross · d5 black cross · e5 black cross · f5 black cross · g5 black cross · h5 black cross | a5 black cross · b5 black cross · c5 black cross · d5 black cross · e5 black cross · f5 black cross · g5 black cross · h5 black cross | a5 black cross · b5 black cross · c5 black cross · d5 black cross · e5 black cross · f5 black cross · g5 black cross · h5 black cross | a5 black cross · b5 black cross · c5 black cross · d5 black cross · e5 black cross · f5 black cross · g5 black cross · h5 black cross | a5 black cross · b5 black cross · c5 black cross · d5 black cross · e5 black cross · f5 black cross · g5 black cross · h5 black cross | a5 black cross · b5 black cross · c5 black cross · d5 black cross · e5 black cross · f5 black cross · g5 black cross · h5 black cross | 2 |
| 1 | a5 black cross · b5 black cross · c5 black cross · d5 black cross · e5 black cross · f5 black cross · g5 black cross · h5 black cross | a5 black cross · b5 black cross · c5 black cross · d5 black cross · e5 black cross · f5 black cross · g5 black cross · h5 black cross | a5 black cross · b5 black cross · c5 black cross · d5 black cross · e5 black cross · f5 black cross · g5 black cross · h5 black cross | a5 black cross · b5 black cross · c5 black cross · d5 black cross · e5 black cross · f5 black cross · g5 black cross · h5 black cross | a5 black cross · b5 black cross · c5 black cross · d5 black cross · e5 black cross · f5 black cross · g5 black cross · h5 black cross | a5 black cross · b5 black cross · c5 black cross · d5 black cross · e5 black cross · f5 black cross · g5 black cross · h5 black cross | a5 black cross · b5 black cross · c5 black cross · d5 black cross · e5 black cross · f5 black cross · g5 black cross · h5 black cross | a5 black cross · b5 black cross · c5 black cross · d5 black cross · e5 black cross · f5 black cross · g5 black cross · h5 black cross | 1 |
|   | a | b | c | d | e | f | g | h |   |

|   | a | b | c | d | e | f | g | h |   |
| 8 | a7 black cross · b6 black cross · c5 black cross · d4 black cross · e3 black cross · f2 black cross · g1 black cross | a7 black cross · b6 black cross · c5 black cross · d4 black cross · e3 black cross · f2 black cross · g1 black cross | a7 black cross · b6 black cross · c5 black cross · d4 black cross · e3 black cross · f2 black cross · g1 black cross | a7 black cross · b6 black cross · c5 black cross · d4 black cross · e3 black cross · f2 black cross · g1 black cross | a7 black cross · b6 black cross · c5 black cross · d4 black cross · e3 black cross · f2 black cross · g1 black cross | a7 black cross · b6 black cross · c5 black cross · d4 black cross · e3 black cross · f2 black cross · g1 black cross | a7 black cross · b6 black cross · c5 black cross · d4 black cross · e3 black cross · f2 black cross · g1 black cross | a7 black cross · b6 black cross · c5 black cross · d4 black cross · e3 black cross · f2 black cross · g1 black cross | 8 |
| 7 | a7 black cross · b6 black cross · c5 black cross · d4 black cross · e3 black cross · f2 black cross · g1 black cross | a7 black cross · b6 black cross · c5 black cross · d4 black cross · e3 black cross · f2 black cross · g1 black cross | a7 black cross · b6 black cross · c5 black cross · d4 black cross · e3 black cross · f2 black cross · g1 black cross | a7 black cross · b6 black cross · c5 black cross · d4 black cross · e3 black cross · f2 black cross · g1 black cross | a7 black cross · b6 black cross · c5 black cross · d4 black cross · e3 black cross · f2 black cross · g1 black cross | a7 black cross · b6 black cross · c5 black cross · d4 black cross · e3 black cross · f2 black cross · g1 black cross | a7 black cross · b6 black cross · c5 black cross · d4 black cross · e3 black cross · f2 black cross · g1 black cross | a7 black cross · b6 black cross · c5 black cross · d4 black cross · e3 black cross · f2 black cross · g1 black cross | 7 |
| 6 | a7 black cross · b6 black cross · c5 black cross · d4 black cross · e3 black cross · f2 black cross · g1 black cross | a7 black cross · b6 black cross · c5 black cross · d4 black cross · e3 black cross · f2 black cross · g1 black cross | a7 black cross · b6 black cross · c5 black cross · d4 black cross · e3 black cross · f2 black cross · g1 black cross | a7 black cross · b6 black cross · c5 black cross · d4 black cross · e3 black cross · f2 black cross · g1 black cross | a7 black cross · b6 black cross · c5 black cross · d4 black cross · e3 black cross · f2 black cross · g1 black cross | a7 black cross · b6 black cross · c5 black cross · d4 black cross · e3 black cross · f2 black cross · g1 black cross | a7 black cross · b6 black cross · c5 black cross · d4 black cross · e3 black cross · f2 black cross · g1 black cross | a7 black cross · b6 black cross · c5 black cross · d4 black cross · e3 black cross · f2 black cross · g1 black cross | 6 |
| 5 | a7 black cross · b6 black cross · c5 black cross · d4 black cross · e3 black cross · f2 black cross · g1 black cross | a7 black cross · b6 black cross · c5 black cross · d4 black cross · e3 black cross · f2 black cross · g1 black cross | a7 black cross · b6 black cross · c5 black cross · d4 black cross · e3 black cross · f2 black cross · g1 black cross | a7 black cross · b6 black cross · c5 black cross · d4 black cross · e3 black cross · f2 black cross · g1 black cross | a7 black cross · b6 black cross · c5 black cross · d4 black cross · e3 black cross · f2 black cross · g1 black cross | a7 black cross · b6 black cross · c5 black cross · d4 black cross · e3 black cross · f2 black cross · g1 black cross | a7 black cross · b6 black cross · c5 black cross · d4 black cross · e3 black cross · f2 black cross · g1 black cross | a7 black cross · b6 black cross · c5 black cross · d4 black cross · e3 black cross · f2 black cross · g1 black cross | 5 |
| 4 | a7 black cross · b6 black cross · c5 black cross · d4 black cross · e3 black cross · f2 black cross · g1 black cross | a7 black cross · b6 black cross · c5 black cross · d4 black cross · e3 black cross · f2 black cross · g1 black cross | a7 black cross · b6 black cross · c5 black cross · d4 black cross · e3 black cross · f2 black cross · g1 black cross | a7 black cross · b6 black cross · c5 black cross · d4 black cross · e3 black cross · f2 black cross · g1 black cross | a7 black cross · b6 black cross · c5 black cross · d4 black cross · e3 black cross · f2 black cross · g1 black cross | a7 black cross · b6 black cross · c5 black cross · d4 black cross · e3 black cross · f2 black cross · g1 black cross | a7 black cross · b6 black cross · c5 black cross · d4 black cross · e3 black cross · f2 black cross · g1 black cross | a7 black cross · b6 black cross · c5 black cross · d4 black cross · e3 black cross · f2 black cross · g1 black cross | 4 |
| 3 | a7 black cross · b6 black cross · c5 black cross · d4 black cross · e3 black cross · f2 black cross · g1 black cross | a7 black cross · b6 black cross · c5 black cross · d4 black cross · e3 black cross · f2 black cross · g1 black cross | a7 black cross · b6 black cross · c5 black cross · d4 black cross · e3 black cross · f2 black cross · g1 black cross | a7 black cross · b6 black cross · c5 black cross · d4 black cross · e3 black cross · f2 black cross · g1 black cross | a7 black cross · b6 black cross · c5 black cross · d4 black cross · e3 black cross · f2 black cross · g1 black cross | a7 black cross · b6 black cross · c5 black cross · d4 black cross · e3 black cross · f2 black cross · g1 black cross | a7 black cross · b6 black cross · c5 black cross · d4 black cross · e3 black cross · f2 black cross · g1 black cross | a7 black cross · b6 black cross · c5 black cross · d4 black cross · e3 black cross · f2 black cross · g1 black cross | 3 |
| 2 | a7 black cross · b6 black cross · c5 black cross · d4 black cross · e3 black cross · f2 black cross · g1 black cross | a7 black cross · b6 black cross · c5 black cross · d4 black cross · e3 black cross · f2 black cross · g1 black cross | a7 black cross · b6 black cross · c5 black cross · d4 black cross · e3 black cross · f2 black cross · g1 black cross | a7 black cross · b6 black cross · c5 black cross · d4 black cross · e3 black cross · f2 black cross · g1 black cross | a7 black cross · b6 black cross · c5 black cross · d4 black cross · e3 black cross · f2 black cross · g1 black cross | a7 black cross · b6 black cross · c5 black cross · d4 black cross · e3 black cross · f2 black cross · g1 black cross | a7 black cross · b6 black cross · c5 black cross · d4 black cross · e3 black cross · f2 black cross · g1 black cross | a7 black cross · b6 black cross · c5 black cross · d4 black cross · e3 black cross · f2 black cross · g1 black cross | 2 |
| 1 | a7 black cross · b6 black cross · c5 black cross · d4 black cross · e3 black cross · f2 black cross · g1 black cross | a7 black cross · b6 black cross · c5 black cross · d4 black cross · e3 black cross · f2 black cross · g1 black cross | a7 black cross · b6 black cross · c5 black cross · d4 black cross · e3 black cross · f2 black cross · g1 black cross | a7 black cross · b6 black cross · c5 black cross · d4 black cross · e3 black cross · f2 black cross · g1 black cross | a7 black cross · b6 black cross · c5 black cross · d4 black cross · e3 black cross · f2 black cross · g1 black cross | a7 black cross · b6 black cross · c5 black cross · d4 black cross · e3 black cross · f2 black cross · g1 black cross | a7 black cross · b6 black cross · c5 black cross · d4 black cross · e3 black cross · f2 black cross · g1 black cross | a7 black cross · b6 black cross · c5 black cross · d4 black cross · e3 black cross · f2 black cross · g1 black cross | 1 |
|   | a | b | c | d | e | f | g | h |   |

## Форсајт-Едвардсова нотација (ФЕН)
Ингениозна и једноставна метода записивања позиције, коју је предложио Дејвид Форсајт. Започињући од последњег реда шаховске табле, пишу се почетна слова фигура слева удесно. Празна поља одређена су бројем који говори колико их има, а крај реда означен је косом цртом. Беле фигуре представљене су великим, а црне малим словима.
Фен нотација постала је популарна као систем за означавање позиције у једној линији текста, и то још пре појаве компјутера. У шаховским програмима, ФЕН се веома често користи за чување позиције јер људи лако могу да прочита позицију. ФЕН позиција се записује на енглеском језику.
Записано ФЕН нотацијом, овако изгледа почетна позиција:
rnbqkbnr/pppppppp/8/8/8/8/PPPPPPPP/RNBQKBNR w KQkq - 0 1
Позиција после 1. е4:
rnbqkbnr/pppppppp/8/8/4P3/8/PPPP1PPP/RNBQKBNR b KQkq e3 0 1
Позиција после 1. .. ц5:
rnbqkbnr/pp1ppppp/8/2p5/4P3/8/PPPP1PPP/RNBQKBNR w KQkq c6 0 2

## Табла за играче са хендикепом вида
Директори турнира имају овлашћења прилагодити следећа правила према локалним околностима. У такмичарском шаху између играча који виде и играча хендикепираног вида (стварно слепих), и један и други играч могу затражити коришћење две шаховске табле, од којих нормалну таблу употребљава играч који види, а специјално направљену таблу играч хендикепираног вида. Специјално направљена табла мора задовољити следеће захтеве:
- да су јој најмање димензије 20х20 cm.
- да су црна поља незнатно издигнута.
- да има сигурносни отвор за причвршћивање на сваком пољу.
- да свака фигура има колчић који одговара сигурносном отвору за причвршћивање
- да су фигуре типа „Стаунтон“, и да су црне фигуре посебно означене.